# ルノー・R23
ルノー・R23 (Renault R23) はルノーF1が2003年のF1世界選手権に投入したフォーミュラ1カー。マイク・ガスコイン（テクニカルディレクター）、ティム・デンシャム（チーフデザイナー）、ジョン・イリー（チーフエアロダイナミシスト）によって設計された。

## 概要
R23の肝は111°という革新的な広角バンクのエンジンにあった。このスペックを採用した最大の目的は、低重心化によるハンドリング性能向上であった。実際にコーナリングスピードはライバルを圧倒していたが、振動特性が足枷となって回転リミットが低く、最高出力も他チームに劣るものになってしまった。
しかし、この弱点が副次的に中速域トルクの増強、低燃費（=ピットストップ戦略の自由度が高まる、搭載重量が減らせる）といったメリットをもたらした。この集大成がハンガリーGPでのアロンソの初優勝である。
また、ルノーはシーズン中のテスト制限を受け入れる代わりに、金曜朝の特別走行枠への出走を選択。テストドライバーのアラン・マクニッシュを加えた3台体制で走行して、ミシュランタイヤのデータ収集に効果を挙げた。
シーズン後半戦はサイドポンツーン周辺をフェラーリ・F2003-GA風にシェイプアップしたR23Bを投入した。

## 2003年シーズン
ドライバーはヤルノ・トゥルーリとテストドライバーから昇格したフェルナンド・アロンソの組み合わせとなり、ワークス復帰2年目のシーズンに臨んだ。
第2戦マレーシアGPではアロンソが史上最年少でポールポジションを獲得し、トゥルーリと共にルノー復帰後初となるフロントロー独占を達成。決勝レースでも3位でフィニッシュして史上最年少で表彰台に登るなど、シーズン序盤から前年を上回る安定した成績を残した。
第11戦イギリスGPからR23Bを投入すると、第13戦ハンガリーGPで再びアロンソがポールポジションを獲得。決勝ではミハエル・シューマッハを周回遅れにする完璧な走りでポール・トゥ・ウィンを果たし、自身の最年少優勝記録を樹立するとともに、ワークス・ルノーに1983年オーストリアGP以来となる20年ぶりの優勝をもたらした。
結果、2003年シーズンはハンガリーGPでの1勝を含む5回の表彰台を獲得。コンストラクターズ・ランキングは2年連続で4位にとどまったが、獲得ポイントは88(2002年は23)と前年を大きく上回ることとなった。

## スペック

### シャーシ
- シャシー名 R23
- トレッド(前/後) 1,450mm/1,400mm
- ホイールベース 3,100mm
- 全長 4,600mm
- 全幅 1,800mm
- 全高 950mm
- ブレーキキャリパー APレーシング
- ブレーキディスク・パッド ヒトコ
- クラッチ APレーシング
- ギアボックス リバースギア付き6速セミオートマチック
- ホイール O・Z
- タイヤ ミシュラン

### エンジン
- エンジン名 RS23
- 気筒数・バンク角 V型10気筒・111°
- 排気量 2,998cc
- スパークプラグ チャンピオン
- 燃料・潤滑油 エルフ

## 結果
| 年   | No. | ドライバー             | 1   | 2   | 3   | 4   | 5   | 6   | 7   | 8   | 9   | 10  | 11  | 12  | 13  | 14  | 15  | 16  | ポイント | ランキング |
| 年   | No. | ドライバー             | AUS | MAL | BRA | SMR | ESP | AUT | MON | CAN | EUR | FRA | GBR | GER | HUN | ITA | USA | JPN | ポイント | ランキング |
| ---- | --- | ---------------------- | --- | --- | --- | --- | --- | --- | --- | --- | --- | --- | --- | --- | --- | --- | --- | --- | -------- | ---------- |
| 2003 | 7   | ヤルノ・トゥルーリ     | 5   | 5   | 8   | 13  | Ret | 8   | 6   | Ret | Ret | Ret | 6   | 3   | 7   | Ret | 4   | 5   | 88       | 4位        |
| 2003 | 8   | フェルナンド・アロンソ | 7   | 3   | 3   | 6   | 2   | Ret | 5   | 4   | 4   | Ret | Ret | 4   | 1   | 8   | Ret | Ret | 88       | 4位        |

太字はポールポジション、斜体字はファステストラップ
- ドライバーズランキング
  - ヤルノ・トゥルーリ 8位
  - フェルナンド・アロンソ 6位